# Торси-ан-Валуа
Торси́-ан-Валуа́ (фр. Torcy-en-Valois) — коммуна во Франции, находится в регионе Пикардия. Департамент коммуны — Эна. Входит в состав кантона Виллер-Котре. Округ коммуны — Шато-Тьерри.
Код INSEE коммуны — 02744.

## Население
Население коммуны на 2010 год составляло 83 человека.
| 1962 | 1968 | 1975 | 1982 | 1990 | 1999 | 2010 |
| ---- | ---- | ---- | ---- | ---- | ---- | ---- |
| 74   | 62   | 38   | 55   | 80   | 73   | 83   |

## Экономика
В 2010 году среди 56 человек трудоспособного возраста (15—64 лет) 43 были экономически активными, 13 — неактивными (показатель активности — 76,8 %, в 1999 году было 72,9 %). Из 43 активных жителей работали 34 человека (19 мужчин и 15 женщин), безработных было 9 (4 мужчины и 5 женщин). Среди 13 неактивных 0 человек были учениками или студентами, 4 — пенсионерами, 9 были неактивными по другим причинам.